# Westracystis lissus
Westracystis lissus är en snäckart som först beskrevs av Smith 1894.  Westracystis lissus ingår i släktet Westracystis och familjen Helicarionidae. Inga underarter finns listade i Catalogue of Life.